# Suitland-Silver Hill
Suitland-Silver Hill és una concentració de població designada pel cens dels Estats Units a l'estat de Maryland. Segons el cens del 2000 tenia 33.515 habitants.

## Demografia
Segons el cens del 2000, Suitland-Silver Hill tenia 33.515 habitants, 13.149 habitatges, i 8.652 famílies. La densitat de població era de 2.319 habitants per km².
Dels 13.149 habitatges en un 39,9% hi vivien nens de menys de 18 anys, en un 25,8% hi vivien parelles casades, en un 33,5% dones solteres, i en un 34,2% no eren unitats familiars. En el 27,5% dels habitatges hi vivien persones soles el 4,4% de les quals corresponia a persones de 65 anys o més que vivien soles. El nombre mitjà de persones vivint en cada habitatge era de 2,55 i el nombre mitjà de persones que vivien en cada família era de 3,08.
Per edats la població es repartia de la següent manera: un 32,2% tenia menys de 18 anys, un 9,8% entre 18 i 24, un 34,8% entre 25 i 44, un 18,3% de 45 a 60 i un 5% 65 anys o més.
L'edat mediana era de 30 anys. Per cada 100 dones de 18 o més anys hi havia 70 homes.
La renda mediana per habitatge era de 41.870 $ i la renda mediana per família de 43.635 $. Els homes tenien una renda mediana de 33.633 $ mentre que les dones 31.460 $. La renda per capita de la població era de 19.031 $. Entorn del 9,3% de les famílies i el 10,7% de la població estaven per davall del llindar de pobresa.

## Poblacions més properes
El següent diagrama mostra les poblacions més properes.